# Ceraegidion
Ceraegidion – rodzaj chrząszczy z rodziny kózkowatych i podrodziny zgrzypikowych.

## Zasięg występowania
Przedstawiciele tego rodzaju występują w Australii.

## Systematyka
Do Ceraegidion należą 2 gatunki:
- Ceraegidion dorrigoensis
- Ceraegidion horrens